# Haricharan Shaw
Haricharan Shaw (ur. w 1922) – indyjski strzelec, olimpijczyk. 
Brał udział w igrzyskach olimpijskich w 1956 (Melbourne). Wystartował w konkurencji karabinu małokalibrowego w trzech pozycjach z odl. 50 metrów, w której zajął 38. miejsce. 

## Wyniki olimpijskie
| Igrzyska | Konkurencja                                    | Wynik | Miejsce    | Źródło |
| -------- | ---------------------------------------------- | --- | ---------- | ------ |
| IO 1956  | Karabin małokalibrowy, trzy postawy, 50 metrów | 1102 punkty Pozycja leżąca – 392 punkty (97-97-99-99) Pozycja klęcząca – 372 punkty (94-98-90-90) Pozycja stojąca – 338 punktów (75-87-88-88) | 38 (na 44) | [ 1 ]  |